# Pablo Martín Carbajal
Pablo Martín Carbajal (Santa Cruz de Tenerife, 1969 - ) es un escritor español.

## Biografía
Pablo Martín Carbajal nació en Santa Cruz de Tenerife, la capital de la isla de Tenerife. Es licenciado en Ciencias Económicas por la Universidad de La Laguna. Ha vivido y trabajado en París, Bruselas y El Cáucaso. Su carrera profesional ha estado vinculada al comercio exterior y al continente africano desempeñando diversos cargos en el Gobierno de Canarias.

## Trayectoria
Su actividad literaria se inicia en el año 2000 cuando empieza un taller literario con el escritor peruano Jorge Eduardo Benavides. En 2002 ganó el primer premio de relato Isaak de Vega con el cuento "Interior con Reflejo". En 2014 fue incluido en la antología "Generación XXI: nuevos novelistas canarios". Ha participado en diversas mesas sobre la literatura canaria en España y México.
Participa invitado por la Fundación Biblioteca Virtual Miguel de Cervantes, la Cátedra Vargas Llosa y la propia la FIL Guadalajara, en la FIL de Guadalajara 2014. En la Feria del Libro de Madrid de 2015 es invitado por la Cátedra Vargas Llosa y la Dirección General del Libro, a participar en el acto "Canarias, islas de novela". Ha sido invitado por algunas universidades internacionales como la UNAM de México, para hablar sobre su obra o sobre aspectos relacionados con la creación literaria.

## Su obra
Sus tres primeras novelas han sido calificadas como novelas de personajes. Los temas desarrollados en las mismas se centran en la memoria, la búsqueda de la identidad, la reflexión sobre el género (la condición de hombre, de mujer), las imposiciones sociales y la lucha contra los estereotipos.  
Su primera novela "Tú eres azul cobalto", se publica en 2006 en Ediciones Idea, en 2014 es reeditada por MAR Editor, y en 2015 es reeditada para América Latina por la editorial colombiana Oveja Negra. "Tú eres azul cobalto" fue adaptada a una performance teatral dirigida por Alfonso Delgado. La novela está inspirada en la vida y obra de Frida Kahlo, lo que ha llevado al autor a impartir numerosas charlas sobre la artista. 
- Interior con reflejo Premio de Relato Corto Isaac de Vega, 2015, relato corto
- Tú eres azul cobalto Ediciones Idea, 2006, novela.[6]
- La ciudad de las miradas Baile del sol, 2010, novela.[7][8]
- La felicidad amarga Ediciones Irreverentes, 2013, novela.[9][10][11][12]
- Tú eres azul cobalto M.A.R. Editor, 2014, reedición, novela.[13][14]
- Tú eres azul cobalto Oveja negra, 2015, novela . América Latina.[15][16][17]
- Tal vez Dakar M.A.R. Editor, 2016, novela.[18]